# Comunità della Vallagarina

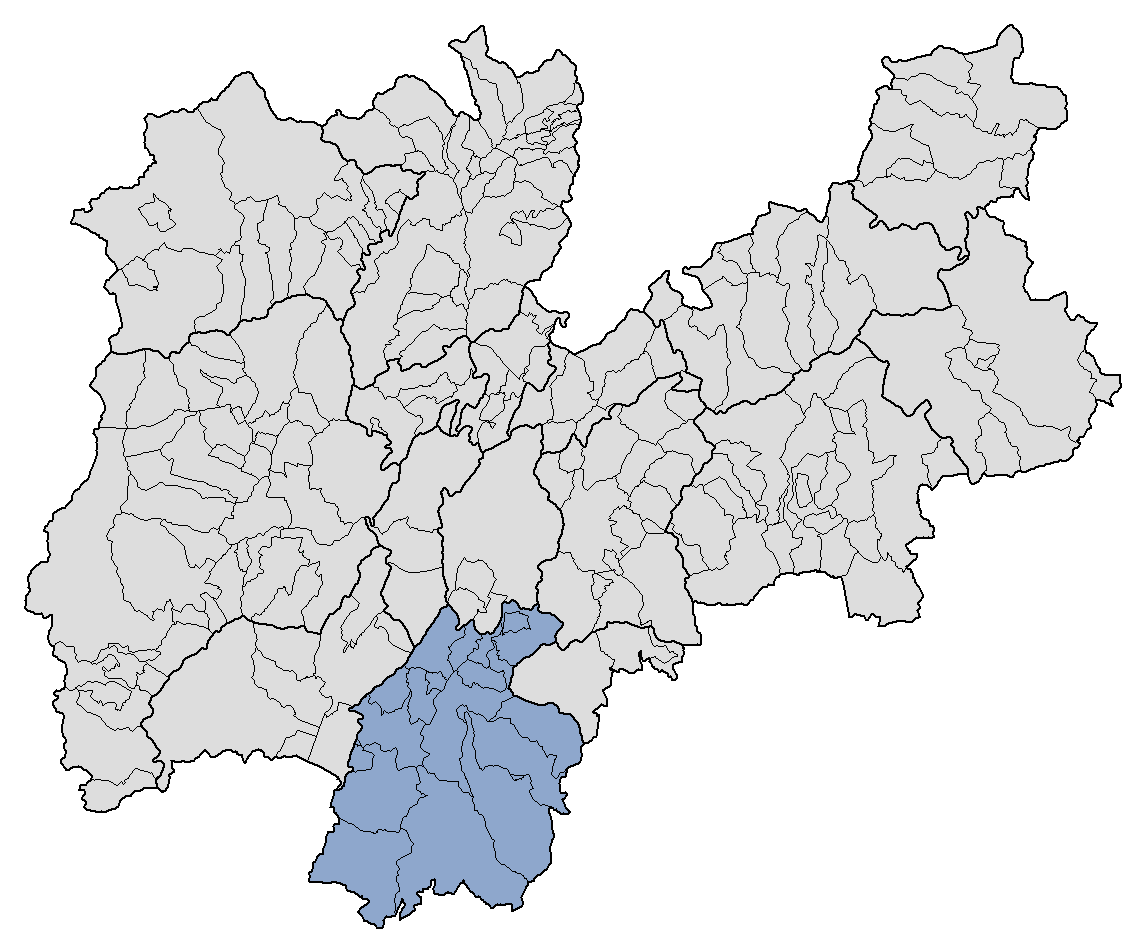
Lage der Comunità della Vallagarina in der Autonomen Provinz Trient

Die Comunità della Vallagarina (italienisch für Gemeinschaft des Lagertals) ist eine Talgemeinschaft der Autonomen Provinz Trient. Der Gemeindeverband hat seinen Verwaltungssitz in Rovereto.

## Lage
Die Talgemeinschaft Vallagarina umfasst die Gemeinden des südlichsten Abschnitt des Etschtals, im sogenannten Vallagarina, und die seiner Seitentäler. Sie erstreckt sich von der nördlichen Gemeindegrenze der Gemeinde Besenello bei Murazzi, einer Engstelle des Etschtales etwa 10 km südlich von Trient bis zur Provinzgrenze bei Borghetto. Hauptort und größte Gemeinde ist Rovereto. Die Gebietskörperschaft unterscheidet sich geographisch vom gleichnamigen Tal, das über die Provinzgrenze hinaus bis zur Veroneser Klause in der Provinz Verona reicht und nicht die Seitentäler mit einschließt. Die Talgemeinschaft grenzt im Norden an die interkommunale Verwaltungskooperation Territorio della Val d’Adige, im Nordosten an die Talgemeinschaften Alta Valsugana e Bersntol und Altipiani Cimbri, im Nordwesten Laghi und im Westen an die Talgemeinschaft Alto Garda e Ledro. Im Süden und Osten verläuft die Grenze der Talgemeinschaft parallel zur Provinzgrenze mit den Provinzen Verona und Vicenza der Region Venetien. Die Talgemeinschaft Vallagarina hat eine Gesamtfläche von 622,63 km².

## Gemeinden der Comunità della Vallagarina
Zur Talgemeinschaft Vallagarina gehören folgende 17 Gemeinden:
| Wappen | Gemeinde       | Bevölkerung | Höhe   | Fläche | Lage |
| ------ | -------------- | ----------- | ------ | ------ | ---- |
|        | Ala            | 8.819       | 180 m  | 119,87 | ⊙    |
|        | Avio           | 4.132       | 131 m  | 68,83  | ⊙    |
|        | Besenello      | 2.799       | 218 m  | 25,99  | ⊙    |
|        | Brentonico     | 4.121       | 698 m  | 62,67  | ⊙    |
|        | Calliano       | 2.041       | 186 m  | 10,16  | ⊙    |
|        | Isera          | 2.804       | 240 m  | 14,14  | ⊙    |
|        | Mori           | 10.208      | 204 m  | 34,54  | ⊙    |
|        | Nogaredo       | 2.072       | 216 m  | 3,64   | ⊙    |
|        | Nomi           | 1.352       | 180 m  | 6,49   | ⊙    |
|        | Pomarolo       | 2.451       | 206 m  | 9,26   | ⊙    |
|        | Ronzo-Chienis  | 1.003       | 1000 m | 13,19  | ⊙    |
|        | Rovereto       | 40.077      | 204 m  | 50,90  | ⊙    |
|        | Terragnolo     | 705         | 785 m  | 39,50  | ⊙    |
|        | Trambileno     | 1.474       | 525 m  | 50,21  | ⊙    |
|        | Vallarsa       | 1.393       | 667 m  | 78,38  | ⊙    |
|        | Villa Lagarina | 3.881       | 180 m  | 24,09  | ⊙    |
|        | Volano         | 3.118       | 190 m  | 10,76  | ⊙    |

Einwohner (Stand 31. Dezember 2023)
Fläche in km²
Die Gemeinden Brentonico, Ronzo-Chienis, Trambileno, Terragnolo und Vallarsa gehören geographisch nicht zum Vallagarina.

## Schutzgebiete
In der Talgemeinschaft Lagertal befinden sich 23 Natura 2000 Schutzgebiete sowie fünf kommunale Biotope. Der Parco naturale locale del Monte Baldo fällt zu einem Großteil in den Zuständigkeitsbereich der Talgemeinschaft.